# Nizas, Hérault
Nizas este o comună în departamentul Hérault din sudul Franței. În 2009 avea o populație de 579 de locuitori.

## Evoluția populației
| An        | 1975 | 1982 | 1990 | 1999 | 2006 | 2009 |
| --------- | ---- | ---- | ---- | ---- | ---- | ---- |
| Populație | 391  | 398  | 459  | 525  | 542  | 579  |